# Musculus articularis coxae
Der Musculus articularis coxae (lateinisch für „Hüftgelenksmuskel“) ist ein Skelettmuskel der Hintergliedmaße bei Pferden und Raubtieren. Der kleine Muskel überzieht kraniolateral das Hüftgelenk und liegt unter dem Musculus rectus femoris. Der Muskel spannt die Gelenkkapsel und hat vermutlich auch propriozeptive Funktion. Er wird von zarten Ästen aus dem Nervus ischiadicus innerviert.